# Accademia della Legione
L'Accademia della Legione è una scuola d'addestramento per i membri della Legione dei Super-Eroi. Fu creata da Jim Shooter e Curt Swan e fu riutilizzata e aggiornata da creatori successivi nelle numerose incarnazioni della Legione che furono pubblicate per decenni.

## Storia
L'Accademia è sia una fonte di personaggi secondari e di supporto, sia trame secondarie per le storie della Legione (che ebbero una storia di ricerche, competizioni e studi per ampliare la gamma di personaggi), e fu anche un luogo dal quale prendere alcuni personaggi preferiti dai fan e dargli eventuali ruoli da protagonisti. Chemical King, Dawnstar, Karate Kid II, Magnetic Kid II, Tellus e Timber Wolf si laurearono tutti in Accademia. Addestrandosi lì ebbero una qualche qualifica, tuttavia, Chemical King, Karate Kid II e Magnetic Kid II sono tutti morti in missione.
Nelle storie recenti, l'Accademia fu diretta dai Legionari di lunga data Duplicate Damsel e Bouncing Boy, una coppia sposata che ha un ruolo quasi da genitori con i propri allievi. Un'altra assistente è Night Girl, una ex Legionaria Sostituta ed un tempo amante del leader della Legione Cosmic Boy. Alcune notizie affermarono che l'artista Phil Jimenez stava collaborando per contribuire con dei nuovi disegni al fine di introdurre un po' di eccitazione. Il cambiamento più recente incluse un mix di vecchi e nuovi personaggi inclusi Power Boy, Gravity Kid, Chemical Kid, Variable Lad, Glorith e Dragonwind.